# جان رندولف (هنرپیشه)
جان رندولف (انگلیسی: John Randolph؛ ۱ ژوئن ۱۹۱۵ – ۲۴ فوریهٔ ۲۰۰۴) هنرپیشه اهل ایالات متحده آمریکا بود. وی بین سال‌های ۱۹۳۸ تا ۲۰۰۳ میلادی فعالیت می‌کرد.

## گزیده فیلمشناسی
از فیلم‌ها یا برنامه‌های تلویزیونی که وی در آن نقش داشته‌است می‌توان به آثار زیر اشاره کرد.
- هملت (فیلم ۱۹۶۴) (۱۹۶۴)
- دومی‌ها (فیلم) (۱۹۶۶)
- شماره یک (فیلم ۱۹۶۹) (۱۹۶۹)
- فرار از سیاره میمون‌ها (۱۹۷۱)
- فتح سیاره میمون‌ها (۱۹۷۲)
- سرپیکو (۱۹۷۳)
- زمین‌لرزه (فیلم ۱۹۷۴) (۱۹۷۴)
- همه مردان رئیس‌جمهور (فیلم) (۱۹۷۶)
- کینگ کونگ (فیلم ۱۹۷۶) (۱۹۷۶)
- بهشت می‌تواند صبر کند (فیلم ۱۹۷۸) (۱۹۷۸)
- فرانسیس (فیلم) (۱۹۸۲)
- شرف خانواده پریتزی (۱۹۸۵)
- تعطیلات کریسمس نشنال لمپون (۱۹۸۹)
- رقابت خواهر و برادر (۱۹۹۰)
- قیمتی بالای یاقوت (۱۹۹۸)
- ایمیل داری (۱۹۹۸)
- نوار غروب آفتاب (فیلم ۲۰۰۰) (۲۰۰۰)